# Claude Goretta
Claude Goretta (Ginevra, 23 giugno 1929 – Ginevra, 20 febbraio 2019) è stato un regista svizzero.

## Biografia

### Origini
Oriundo italiano, il nonno paterno aveva per cognome Goretti e proveniva da Intra.

### Carriera
Attivo inizialmente nella televisione della Svizzera romanda con magistrali edizioni dei drammi di Anton Čechov, fu tra i fondatori del “Gruppo dei 5” che segnò la nascita del nuovo cinema, di cui, a partire da Le fou (1970), sarebbe stato con Alain Tanner e Michel Soutter l'esponente di punta.
I suoi film più noti sono L'invito (1973), radiografia del ceto impiegatizio, La merlettaia (1977), tragica vicenda d'amore, La provinciale (1980) e La morte di Mario Ricci (1983), premio per il miglior attore – Gian Maria Volonté – al Festival di Cannes.
Tra gli altri titoli: Orfeo (1985), Se il sole non tornasse (1987), Le courage de parler (1988), Guillaume T.-La fouine (1990).

## Filmografia

### Cinema
- Nice Time – cortometraggio (1957)
- Le retour – cortometraggio (1961)
- Un dimanche de mai – cortometraggio (1963)
- La miss à Raoul – cortometraggio (1963)
- Le Fou (1970)
- L'invito (L'invitation) (1973)
- Il difetto di essere moglie (Pas si méchant que ça) (1975)
- La merlettaia (La dentellière) (1977)
- Le Jour de noces (1977)
- La provinciale (1981)
- Bonheur toi-même – cortometraggio (1980)
- La morte di Mario Ricci (La mort de Mario Ricci) (1983)
- Orfeo (1985)
- Se il sole non tornasse  (Si le soleil ne revenait pas) (1987)
- Les ennemis de la mafia (1988)
- Gesichter der Schweiz – documentario, episodio "Nicole Niquille, Bergführerin" (1991)
- Visages suisses – documentario (1991)
- L'ombre (1992)

### Televisione
- Continents sans visa – serie TV, 1 episodio (1963)
- Jean-Luc persécuté – film TV (1966)
- Vivre ici – film TV (1969)
- Le temps d'un portrait – film TV (1971)
- Passion et mort de Michel Servet – film TV (1975)
- L'épistémologie génétique de Jean Piaget – film TV (1977)
- Les chemins de l'exil ou Les dernières années de Jean-Jacques Rousseau – film TV (1978)
- L'heure Simenon – serie TV, 1 episodio (1987)
- La grande collection – serie TV, 1 episodio (1994)
- Het verdriet van België – miniserie TV, 5 episodi (1995)
- Il commissario Maigret (Maigret) – serie TV, 3 episodi (1991-1996)
- L'histoire du samedi – serie TV, 2 episodi (1996-1997)
- Le dernier été – film TV (1997)
- Thérèse et Léon – film TV (2001)
- La fuite de Monsieur Monde – film TV (2004)
- Sartre, l'âge des passions – film TV (2006)